# Claudia Jung
Claudia Jung (n. 12 aprilie 1964, Ratingen; de fapt Ute Singer, născută: Krummenast) este o cântăreață și actriță germană, care în prezent este și deputată în landul Bavaria. Din anul 1997 este căsătorită cu muzicianul Hans Singer cu care are o fată (Anna Charlotte). Ea trăiește în prezent în provincie lângă Pfaffenhofen an der Ilm, unde are o herghelie cu ca. 50 de cai.

## Discografie

### Single
| VÖ-Data             | Titlu                                                     | Note                  |
| ------------------- | --------------------------------------------------------- | --------------------- |
| iunie 1986          | Immer wieder eine Handvoll Zärtlichkeit                   |                       |
| februarie 1987      | Träume sterben nie                                        |                       |
| septembrie 1987     | Amore Amore                                               |                       |
| iunie 1988          | Atemlos (Die Nacht, als die Erde Feuer fing)              |                       |
| octombrie 1988      | Halt mich fest                                            |                       |
| aprilie 1989        | Roter Horizont                                            |                       |
| august 1989         | Stumme Signale                                            |                       |
| ianuarie 1990       | Etwas für die Ewigkeit                                    |                       |
| aprilie 1990        | Eine Reise ins Licht                                      |                       |
| august 1990         | Fang mich auf (Und wenn es wirklich Engel gibt)           |                       |
| octombrie 1990      | Er war wie Du                                             |                       |
| aprilie 1991        | Mittsommernacht                                           |                       |
| iulie 1991          | Schmetterlinge                                            |                       |
| noiembrie 1991      | Wo kommen die Träume her                                  |                       |
| iulie 1992          | Du ich lieb dich                                          |                       |
| noiembrie 1992      | Das Dunkel der Nacht                                      |                       |
| aprilie 1993        | Lass mich doch nochmal                                    |                       |
| martie 1994         | Unter meiner Haut                                         |                       |
| 1. septembrie 1994  | Je t'aime mon amour                                       | cu Richard Clayderman |
| 2. martie 1995      | Komm und tanz ein letztes Mal mit mir                     |                       |
| 26. octombrie 1995  | Wer die Sehnsucht kennt                                   |                       |
| 7. martie 1996      | Domani l'amore vincera                                    |                       |
| septembrie 1996     | Ein Lied, das von Liebe erzählt                           | Promo-Single          |
| 2. octombrie 1996   | Ein Lied, das von Liebe erzählt                           |                       |
| 5. decembrie 1996   | Weihnachtszeit - Mistletoe & Wine                         | cu Cliff Richard      |
| 12. septembrie 1997 | Lieb mich nochmal                                         |                       |
| 10. februarie 1998  | Ich vermiss' Dich zu sehr                                 |                       |
| 2. noiembrie 1998   | Hand in Hand                                              | cu Nino de Angelo     |
| februarie1999       | Nur mit Dir                                               |                       |
| iunie 1999          | Wo die Freiheit beginnt                                   | Promo-Single          |
| 6. septembrie 1999  | Frieden allezeit                                          | cu Corinna May        |
| august 2001         | Auch wenn es nicht vernünftig ist                         | Promo-Single          |
| decembrie 2001      | Hast Du alles vergessen                                   | Promo-Single          |
| aprilie 2002        | Und dann tanz ich ganz allein                             |                       |
| 23. septembrie 2002 | Wenn es morgen nicht mehr gibt                            |                       |
| februarie2003       | Tausendmal ja                                             | Promo-Single          |
| 3. martie 2003      | Ich denke immer noch an Dich                              | cu Richard Clayderman |
| mai 2003            | Mittenrein ins Glück                                      | Promo-Single          |
| septembrie 2003     | Seelenfeuer                                               | Promo-Single          |
| 7. iunie 2004       | Heut fliegt ein Engel durch die Nacht                     | mit Anna              |
| septembrie 2004     | Ich kann für nichts mehr garantier'n                      |                       |
| ianuarie 2005       | Um den Schlaf gebracht                                    | Promo-Single          |
| mai 2005            | Geh'n wir zu mir oder zu Dir?                             | Promo-Single          |
| aprilie 2006        | Bleib doch heut' Nacht (...und wenn Du willst, für immer) | Promo-Single          |
| august 2006         | Hey, 'nen kleinen Schuss, den hattest Du doch schon immer | Promo-Single          |
| ianuarie 2007       | Träumen erlaubt                                           | Promo-Single          |
| 6. aprilie 2007     | Sommerwein, wie die Liebe süß und wild                    | cu Nik P.             |
| august 2007         | Ich darf mich nicht in Dich verlieben                     | Promo-Single          |
| octombrie 2007      | Ein Tag zu wenig                                          | Promo-Single          |
| martie 2008         | Mir schenkst Du Rosen                                     | Promo-Single          |
| iunie 2008          | Lass uns noch einmal lügen                                | Promo-Single          |
| 22. august 2008     | Lass uns noch einmal lügen                                |                       |
| 17. octombrie 2008  | Die Träume einer Frau                                     | Promo-Single          |
| 27. februarie 2009  | Tausend Frauen                                            | Promo-Single          |
| Herbst 2009         | Mein Herz lässt dich nie allein                           | Promo-Single          |

### Album
| Data                | Titlu                                    | Note                                |
| ------------------- | ---------------------------------------- | ----------------------------------- |
| 2. septembrie 1988  | Halt' mich fest                          |                                     |
| 6. octombrie 1989   | Etwas für die Ewigkeit                   |                                     |
| 14. august 1990     | Spuren einer Nacht                       |                                     |
| 20. august 1991     | Wo kommen die Träume her                 |                                     |
| februarie1992       | Nah bei Dir - Ausgewählte Lieder         |                                     |
| 28. septembrie 1992 | Du, ich lieb' Dich                       |                                     |
| 29. septembrie 1994 | Claudia Jung                             |                                     |
| 9. noiembrie 1995   | Sehnsucht                                |                                     |
| 8. noiembrie 1996   | Winterträume                             |                                     |
| 29. septembrie 1997 | Augenblicke                              |                                     |
| 12. aprilie 1999    | Für immer                                | Standardausgabe und Special-Edition |
| 17. septembrie 2001 | Auch wenn es nicht vernünftig ist        |                                     |
| 18. martie 2002     | Best Of Claudia Jung                     |                                     |
| 27. septembrie 2002 | Auch wenn es nicht vernünftig ist        | Erweiterte Neuauflage               |
| 14. aprilie 2003    | Seelenfeuer                              |                                     |
| 25. octombrie 2004  | Herzzeiten                               |                                     |
| 18. noiembrie 2005  | Herzzeiten                               | Limited Pur-Edition                 |
| 12. mai 2006        | Träumen erlaubt                          |                                     |
| 8. iunie 2007       | Sommerwein - Meine schönsten Sommersongs |                                     |
| 14. septembrie 2007 | Unwiderstehlich                          |                                     |
| 14. martie 2008     | Unwiderstehlich                          | Limited Pur-Edition                 |
| 24. octombrie 2008  | Hemmungslos Liebe                        | Standardausgabe und Deluxe-Edition  |
| 20. februarie 2009  | Hemmungslos Liebe                        | Limited Pur-Edition                 |
| 23. octombrie 2009  | Geheime Zeichen                          |                                     |